# George Nevill
Jiří Nevill (asi 1440 – 20. září 1492) byl anglický šlechtic.

## Kariéra
Jiří Nevill byl synem Eduarda Nevilla, 3. barona z Bergavenny a Alžběty Beauchampové. 9. května 1437 byl Eduardem IV. pasován na rytíře, poté, co pro něj bojoval v bitvě u Tewkesbury. V roce 1476 se stal nástupcem svého otce.

## Manželství a potomci
Nevill se poprvé oženil před 1. květnem 1471 s Markétou Fenne, dcerou a dědičkou Huga Fenne, Pokladníka domácnosti krále Jindřicha VI., a jeho manželky Eleonory. Měli spolu šest synů a dceru:
- Jiří Nevill
- Jan
- Vilém
- Eduard Nevill
- Tomáš Nevill
- Richard
- Alžběta

Jeho druhou manželkou byla žena jménem Alžběta. Byla vdovou po Richardu Naylorovi, Siru Robertu Bassettovi, a Janu Stokkerovi. Z druhého manželství Jiřího Nevill nejsou známí žádní potmci.
Bergavenny byl kapitánem anglických sil u Calais v roce 1490 a zemřel v roce 1492.